# جواد حریری
محمد جواد حریری (متولد ۱۲۸۴ شمسی-؟) بازرگان و نایب رئیس اتاق بازرگانی تهران و از سیاستمداران ایرانی بود، که در دوره‌  بیستم به عنوان نماینده کرمانشاه در مجلس شورای ملی حضور داشت.
محمد جواد حریری در سال ۱۲۸۴ در کرمانشاه به دنیا آمد. تحصیلات ابتدایی را در مدرسه نصرت کرمانشاه به پایان رساند و سپس در شرکت تضامنی برادران حریری مشغول به کار شد. او از سال ۱۳۲۴ به صورت مستقل به تجارت روی آورد. او یکی از اعضای هیئت‌مدیره شرکت بی.اف.گودریچ بود. 
حریری در سال‌های ۱۳۳۶ تا ۱۳۴۲ به عضویت هیئت‌مدیره اتاق بازرگانی تهران درآمد و سمت نایب‌رئیس اتاق را برعهده گرفت. 